# ラッダニアン
| 累代        | 代     | 紀           | 基底年代 Mya |
| ----------- | ------ | ------------ | ------------ |
| 顕生代      | 新生代 | 第四紀       | 2.58         |
| 顕生代      | 新生代 | 新第三紀     | 23.03        |
| 顕生代      | 新生代 | 古第三紀     | 66           |
| 顕生代      | 中生代 | 白亜紀       | 145          |
| 顕生代      | 中生代 | ジュラ紀     | 201.3        |
| 顕生代      | 中生代 | 三畳紀       | 251.902      |
| 顕生代      | 古生代 | ペルム紀     | 298.9        |
| 顕生代      | 古生代 | 石炭紀       | 358.9        |
| 顕生代      | 古生代 | デボン紀     | 419.2        |
| 顕生代      | 古生代 | シルル紀     | 443.8        |
| 顕生代      | 古生代 | オルドビス紀 | 485.4        |
| 顕生代      | 古生代 | カンブリア紀 | 541          |
| 原生代      | 原生代 | 原生代       | 2500         |
| 太古代      | 太古代 | 太古代       | 4000         |
| 冥王代      | 冥王代 | 冥王代       | 4600         |
| 1. 2. 3. 4. |        |              |              |

ラッダニアン（英: Rhuddanian）は、国際層序委員会によって定められた地質学用語である、地質時代名の一つ。4億4380万年前（誤差150万年）から4億4080万年前（誤差120万年）にあたる、シルル紀の最初の期である。前の期はオルドビス紀最後の期ヒルナンシアン、次の期はシルル紀ランドベリ世を三分した中期であるアエロニアン。日本語ではリュザン期とも呼ばれる。

## GSSP
ラッダニアン階の国際標準模式層断面及び地点(GSSP)はイギリスのスコットランドのリン・ブランチ・ストリームのすぐ北側で行われた発掘調査に基づき、Dob's Linn のセクションが指定された。境界の近くには2つの岩石ユニット（累層）が存在する。下部には層厚48メートルのハートフェル頁岩がある。この頁岩は主に下側に黒色頁岩のある薄灰色の泥岩で構成されており、メタベントナイトも含まれている。この上には層厚43メートルのバークヒル頁岩がある。バークヒル頁岩は主に黒色のグラプトライト質頁岩で構成され、下部に灰色泥岩とメタベントナイトを含む。

## 地層の分布
スウェーデンのダーラナ県から産出するボーダ石灰岩には Hirnantian フォーナに含まれる特徴的な三葉虫と腕足動物が産出しており、種レベルで明確に区別されるA・C・D群集と漸移的なB群集が確認された。このうちD群集は他地域との比較からラッダニアン階の化石と判断されている。